# Seznam kulturních památek v Třebeni
Tento seznam nemovitých kulturních památek v obci Třebeň v okrese Cheb vychází z  Ústředního seznamu kulturních památek ČR, který na základě zákona č. 20/1987 Sb., o státní památkové péči, vede Národní památkový ústav jako ústřední organizace státní památkové péče. Údaje jsou průběžně upřesňovány, přesto mohou obsahovat i řadu věcných a formálních chyb a nepřesností či být neaktuální. 
Pokud byly některé části dotčeného území vyčleněny do samostatných seznamů, měly by být odkazy na tyto dílčí seznamy uvedeny v úvodu tohoto seznamu nebo v úvodu příslušné sekce seznamu.

## Třebeň
|  | Kategorie „Church of Saint Lawrence (Třebeň) “ na Wikimedia Commons | Hledat fotografie a kategorie ve Wikimedia Commons podle rejstříkového čísla památky | Nahrát snímek k tomuto tématu do úložiště Wikimedia Commons |  |

|  | Kategorie „Rectory in Třebeň “ na Wikimedia Commons | Hledat fotografie a kategorie ve Wikimedia Commons podle rejstříkového čísla památky | Nahrát snímek k tomuto tématu do úložiště Wikimedia Commons |  |

|  | Kategorie „Homestead Nr. 9 in Třebeň “ na Wikimedia Commons | Hledat fotografie a kategorie ve Wikimedia Commons podle rejstříkového čísla památky | Nahrát snímek k tomuto tématu do úložiště Wikimedia Commons |  |

|  | Kategorie „Homestead Nr. 19 in Třebeň “ na Wikimedia Commons | Hledat fotografie a kategorie ve Wikimedia Commons podle rejstříkového čísla památky | Nahrát snímek k tomuto tématu do úložiště Wikimedia Commons |  |

|  | Kategorie „Penitence cross in Třebeň “ na Wikimedia Commons | Hledat fotografie a kategorie ve Wikimedia Commons podle rejstříkového čísla památky | Nahrát snímek k tomuto tématu do úložiště Wikimedia Commons |  |

|  | Kategorie „Maria column in Třebeň “ na Wikimedia Commons | Hledat fotografie a kategorie ve Wikimedia Commons podle rejstříkového čísla památky | Nahrát snímek k tomuto tématu do úložiště Wikimedia Commons |  |

|  |  | Hledat fotografie a kategorie ve Wikimedia Commons podle rejstříkového čísla památky | Nahrát snímek k tomuto tématu do úložiště Wikimedia Commons |  |

|  |  | Hledat fotografie a kategorie ve Wikimedia Commons podle rejstříkového čísla památky | Nahrát snímek k tomuto tématu do úložiště Wikimedia Commons |  |

## Dvorek
| Památka                           | Fotografie                                                           | Rejstříkové číslo v ÚSKP                                                             | Sídelní útvar                                               | Poloha                                        | Popis a poznámky |
| --------------------------------- | -------------------------------------------------------------------- | ------------------------------------------------------------------------------------ | ----------------------------------------------------------- | --------------------------------------------- | --- |
| Zemědělský dvůr čp. 6 (Q31876090) | \| \| \| \| \| \|                                                    | 100036 Pam. katalog MIS                                                              | Dvorek                                                      | Dvorek 6 50°8′4,86″ s. š., 12°24′23,76″ v. d. | Zemědělský dvůr: obytná budova čp. 6, špýchar, brána I s brankou I, brána II, branka II, chlévy, stodola, kolna. Památkově chráněno od 28. ledna 2003. |
|                                   | Kategorie „Homestead Nr. 6 in Dvorek (Třebeň) “ na Wikimedia Commons | Hledat fotografie a kategorie ve Wikimedia Commons podle rejstříkového čísla památky | Nahrát snímek k tomuto tématu do úložiště Wikimedia Commons |                                               | |

## Nový Drahov
|  | Kategorie „Column shrine in Nový Drahov “ na Wikimedia Commons | Hledat fotografie a kategorie ve Wikimedia Commons podle rejstříkového čísla památky | Nahrát snímek k tomuto tématu do úložiště Wikimedia Commons |  |

|  | Kategorie „Homestead Nr. 1 in Nový Drahov “ na Wikimedia Commons | Hledat fotografie a kategorie ve Wikimedia Commons podle rejstříkového čísla památky | Nahrát snímek k tomuto tématu do úložiště Wikimedia Commons |  |

|  | Kategorie „Homestead Nr. 7 in Nový Drahov “ na Wikimedia Commons | Hledat fotografie a kategorie ve Wikimedia Commons podle rejstříkového čísla památky | Nahrát snímek k tomuto tématu do úložiště Wikimedia Commons |  |

|  | Kategorie „Homestead Nr. 10 in Nový Drahov “ na Wikimedia Commons | Hledat fotografie a kategorie ve Wikimedia Commons podle rejstříkového čísla památky | Nahrát snímek k tomuto tématu do úložiště Wikimedia Commons |  |

|  | Kategorie „Homestead Nr. 13 in Nový Drahov “ na Wikimedia Commons | Hledat fotografie a kategorie ve Wikimedia Commons podle rejstříkového čísla památky | Nahrát snímek k tomuto tématu do úložiště Wikimedia Commons |  |

|  | Kategorie „Homestead Nr. 14 in Nový Drahov “ na Wikimedia Commons | Hledat fotografie a kategorie ve Wikimedia Commons podle rejstříkového čísla památky | Nahrát snímek k tomuto tématu do úložiště Wikimedia Commons |  |

## Vokov
| Památka                                | Fotografie                                                               | Rejstříkové číslo v ÚSKP                                                             | Sídelní útvar                                               | Poloha                                     | Popis a poznámky                                               |
| -------------------------------------- | ------------------------------------------------------------------------ | ------------------------------------------------------------------------------------ | ----------------------------------------------------------- | ------------------------------------------ | -------------------------------------------------------------- |
| Kaple svaté Máří Magdaleny (Q38191694) | \| \| \| \| \| \|                                                        | 101019 Pam. katalog MIS                                                              | Vokov                                                       | st. 4 50°6′37,75″ s. š., 12°25′56,4″ v. d. | Kaple sv. Máří Magdaleny Památkově chráněno od 26. dubna 2004. |
|                                        | Kategorie „Chapel of Saint Mary Magdalene (Vokov) “ na Wikimedia Commons | Hledat fotografie a kategorie ve Wikimedia Commons podle rejstříkového čísla památky | Nahrát snímek k tomuto tématu do úložiště Wikimedia Commons |                                            |                                                                |